# Valdaora
Valdaora (en alemán, Olang) es una comune italiana de la provincia de Bolzano, en la región de Trentino-Alto Adigio. Tiene una población estimada, a fines de enero de 2022, de 3186 habitantes.

## Evolución demográfica
| Gráfica de evolución demográfica de Valdaora entre 1861 y 2022 |
|                                                                |
| Fuente: ISTAT - Elaboración gráfica de Wikipedia               |